# 육근혁
육근혁(1998년 3월 20일 ~ )는 대한민국의 축구 선수로, 포지션은 미드필더이다.